# NGC 6150
NGC 6150 est une vaste galaxie elliptique située dans la constellation d'Hercule. Sa vitesse par rapport au fond diffus cosmologique est de 8 774 ± 4 km/s, ce qui correspond à une distance de Hubble de 129,4 ± 9,1 Mpc (∼422 millions d'al). NGC 6150 a été découverte par l'astronome germano-britannique William Herschel en 1787.
Selon la base de données Simbad, NGC 6150 est une galaxie LINER, c'est-à-dire une galaxie dont le noyau présente un spectre d'émission caractérisé par de larges raies d'atomes faiblement ionisés.
À ce jour, une mesure non basée sur le décalage vers le rouge (redshift) donne une distance d'environ 142,000 Mpc (∼463 millions d'al). Cette valeur est comprise à l'intérieur des valeurs de la distance de Hubble.